# في الظلام الحارق (فلم)
في الظلام الحارق (بالإسبانية: En la ardiente oscuridad) فيلم أرجنتيني ظهر عام 1958، مأخوذا عن مسرحية الكاتب الإسباني أنطونيو بويرو باييخو في الظلام الحارق التي كتبها عام 1947 والتي تحمل نفس الاسم. وهذا الفيلم من إخراج دانيال تينايري.

## طاقم العمل

### الإخراج
- دانيال تينايري

### البطولة
- ميرثا ليجراند
- لاوتارو موروا
- دويليو مارثيو
- لويسا فيل
- إليدا جاي بالمر ماريا بانير

## معرض الصور

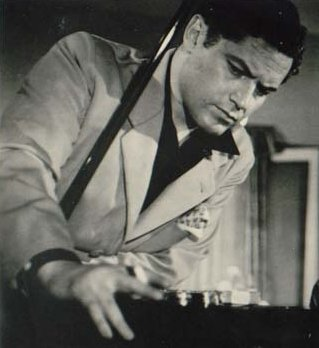
لاوتارو موروا.
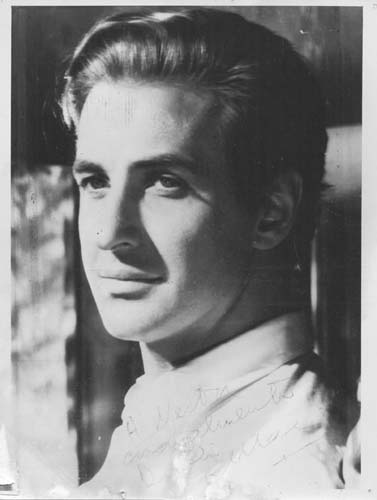
دويليو مارثيو.
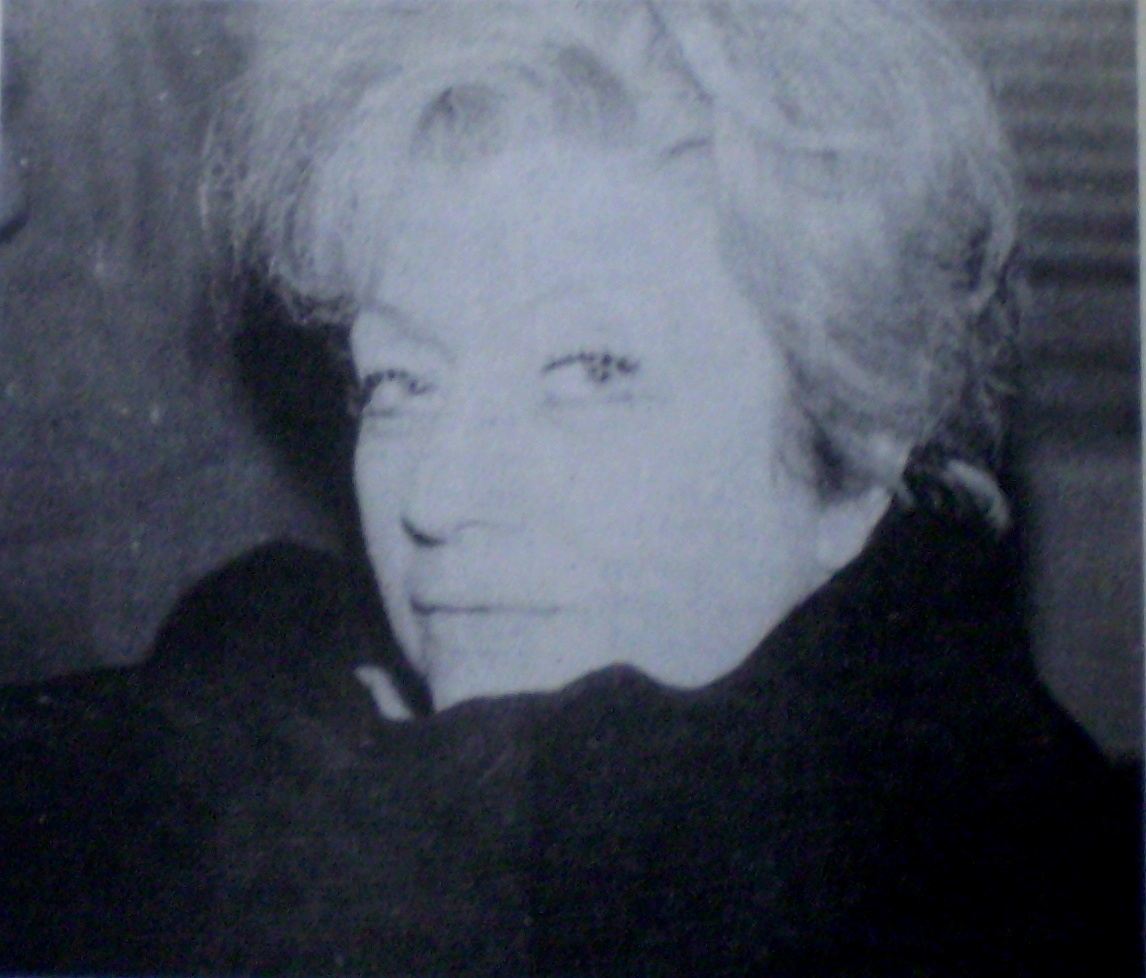
لويسا فيل.

## وصلات خارجية
- مقالات تستعمل روابط فنية بلا صلة مع ويكي بيانات

- تريلير فيلم في الظلام الحارق على يوتيوب
- الفصل الثالث من فيلم في الظلام الحارق على يوتيوب